# Calicina sequoia
Calicina sequoia is een hooiwagen uit de familie Phalangodidae. De wetenschappelijke naam van Calicina sequoia gaat terug op Briggs & Hom.